# قضاعة آسيوية صغيرة المخالب
قضاعة آسيوية صغيرة المخالب أو قضاعة شرقية صغيرة المخالب (Amblonyx cinereus) هو واحد من أصغر أنواع القضاعات في العالم، مخالبه تكبر في أصابعه ويتغذى على الرخويات وعلى السرطان والحيوانات المائية الأخرى. يعيش هناك في المناطق المائية والرطبة، ويعتبر ضمن القائمة الحمراء للأنواع المهددة بالانقراض.